# Ea (dwuznak)
Ea – dwuznak składający się z liter E i A. Występuje w ortografii języka angielskiego. Oznacza dźwięk polskiego i wymawianego w iloczasie, są to słowa: eat (jeść), jeans (dżins), peace (pokój, porozumienie) itp. W niektórych przypadkach wymawia się jak polskie e, np. head (głowa). W międzynarodowej transkrypcji fonetycznej IPA oznaczany jest symbolem [iː] lub [ɛ].